# بانجول
بانجول (به انگلیسی: Banjul) (نام پیشین باتهورست (به انگلیسی: Bathurst)) پایتخت کشور گامبیا است.

## شهرهای خواهرخوانده
- اوستنده، بلژیک
- گریمسبی، بریتانیای کبیر
- ینا، آلمان
- نیوآرک، نیوجرسی، ایالات متحده آمریکا
- تایپه، تایوان
- داکار، سنگال

## منابع

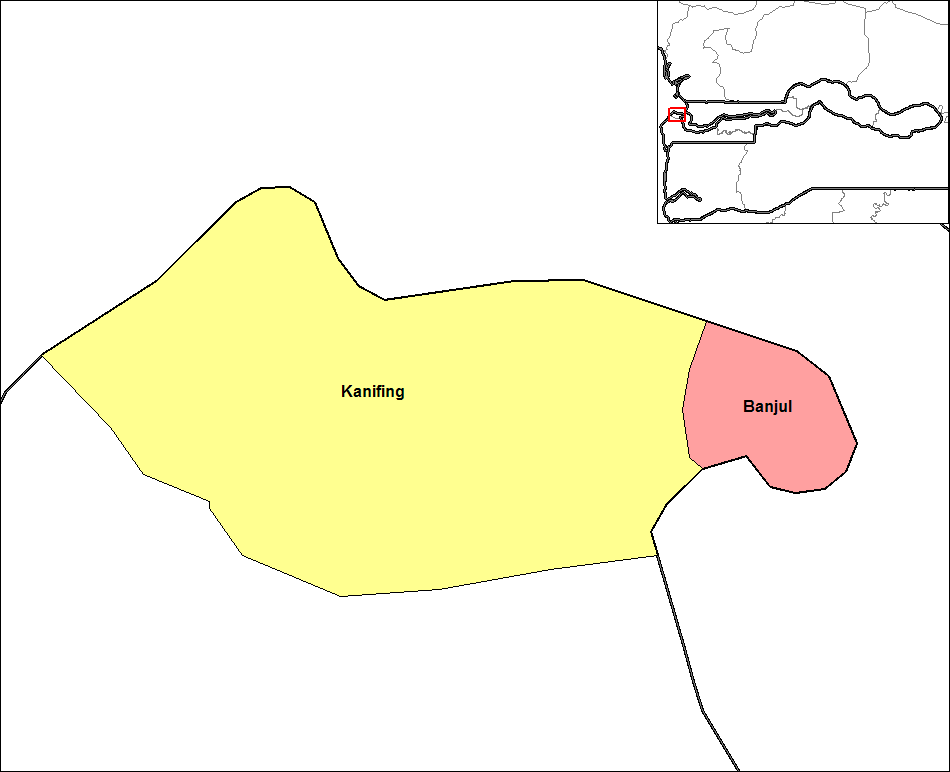